# Burrweiler

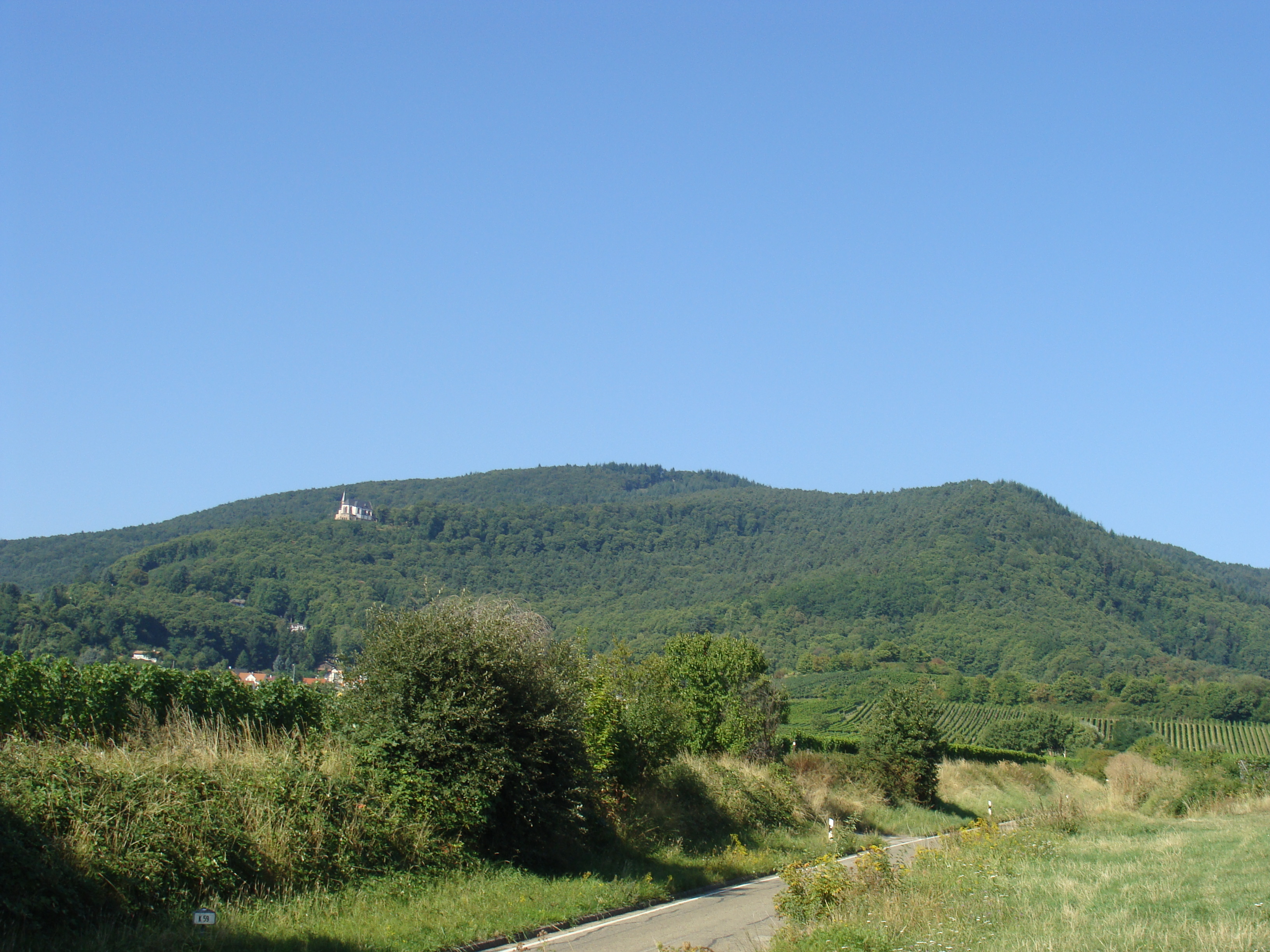
Landschaftsbild im Bereich der Gemeinde Burrweiler

Burrweiler ist eine Ortsgemeinde im Landkreis Südliche Weinstraße in Rheinland-Pfalz. Sie gehört der Verbandsgemeinde Edenkoben an.

## Geographie

### Lage
Die Gemeinde liegt 7 km südlich von Edenkoben an der Haardt am Westrand der Rheinebene innerhalb der Region Weinstraße. Zu Burrweiler gehören zusätzlich die Wohnplätze Weingut Annaberg und Sägewerk Burrweilermühle.
Nachbargemeinden sind im Uhrzeigersinn – einschließlich Exklaven – Weyher in der Pfalz, Hainfeld, Flemlingen, Böchingen, Gleisweiler, Walsheim, Ramberg, Hainfeld und Edesheim. Mit dem Burrweiler Wald verfügt die Gemeinde weiter nordwestlich zudem über eine Waldexklave. Diese grenzt im Uhrzeigersinn jeweils an Hainfeld, Edesheim, Roschbach, Ramberg, Walsheim, Flemlingen und Roschbach.

### Erhebungen
Unmittelbar westlich des Siedlungsgebiets erhebt sich der Annaberg und nordöstlich der Geisberg, alternativ Schlossberg genannt. Die Südflanke des 637 Meter hohen Roßbergs befindet sich auf Gemarkung der Ortsgemeinde. An der Gemarkungsgrenze zu Gleisweiler erstreckt sich der 597,6 Meter hohe Teufelsberg. Innerhalb der Waldexklave erheben sich im Westen der 536 Meter hohe Langentalkopf, im Norden der etwa 566 Meter hohe Pfaffenkopf und im Osten der 581,3 m hohe Hermeskopf.

### Gewässer
Westlich des Roßbergs liegt der Roßbrunnen. Durch den äußersten Norden der Gemarkung verläuft in West-Ost-Richtung der Modenbach. Im Westen der Gemarkung entspringt der Hainbach, der nach Süden fließt und bereits nach rund einem Kilometer die Gemeindegemarkung verlässt. Die Waldexklave wird im Westen durch den Eußerbach, der in diesem Bereich Katzenbach heißt, begrenzt. In ihr befindet sich die Quelle des Dernbachs, der jedoch bereits kurze Zeit später die Gemarkungsgrenze zu Ramberg überschreitet.

## Geschichte
Zum ersten Male wurde Burrweiler am 7. April 1275 in einer Urkunde von König Rudolf von Habsburg im Kloster Weißenburg erwähnt. Die Ortsherrschaft befand sich später im Besitz der Herren von Dahn, die 1603 mit Ludwig von Dahn († 15. September 1603 in Burrweiler) im Mannesstamm erloschen sind. Die Herrschaft wurde daraufhin dem Hans Reichard von Schönberg zu Lehen gegeben. 1657 kam Burrweiler an die Freiherren von der Leyen, bei denen es bis zum Ende des 18. Jahrhunderts verblieb.
Nach 1792 hatten französische Revolutionstruppen die Region besetzt und nach dem Frieden von Campo Formio (1797) annektiert. Von 1798 bis 1814 gehörte das Dorf zum französischen Departement Donnersberg, war dem Kanton Edenkoben zugeordnet und besaß eine eigene Mairie, die zusätzlich Flemlingen und Roschbach umfasste. 1815 hatte die Gemeinde insgesamt 880 Einwohner. Aufgrund der auf dem Wiener Kongress (1815) getroffenen Vereinbarungen und einem Tauschvertrag mit Österreich kam die Region nach einem einjährigen Intermezzo 1816 zum Königreich Bayern. Von 1818 bis 1862 war die Gemeinde Burrweiler dem Landkommissariat Landau im bayerischen Rheinkreis; aus diesem ging anschließend das Bezirksamt Landau hervor.
Ab 1939 war der Ort Bestandteil des Landkreises Landau in der Pfalz. Nach dem Zweiten Weltkrieg wurde die Gemeinde innerhalb der französischen Besatzungszone Teil des damals neu gebildeten Landes Rheinland-Pfalz. Im Zuge der ersten rheinland-pfälzischen Verwaltungsreform wechselte Burrweiler am 7. Juni 1969 in den neu geschaffenen Landkreis Landau-Bad Bergzabern, der 1978 in Landkreis Südliche Weinstraße umbenannt wurde. 1972 wurde die Gemeinde der ebenfalls neu gebildeten Verbandsgemeinde Edenkoben zugeordnet.

## Religion
2012 waren 63,2 Prozent der Einwohner katholisch und 16,9 Prozent evangelisch. Die übrigen gehörten einer anderen Religion an oder waren konfessionslos. Die Katholiken gehören zum Bistum Speyer, die Evangelischen zur Protestantischen Landeskirche Pfalz. Vor Ort befindet sich zudem der Kreuzweg Burrweiler. Die in Burrweiler lebenden Juden wurden in Wachenheim beigesetzt.

## Politik

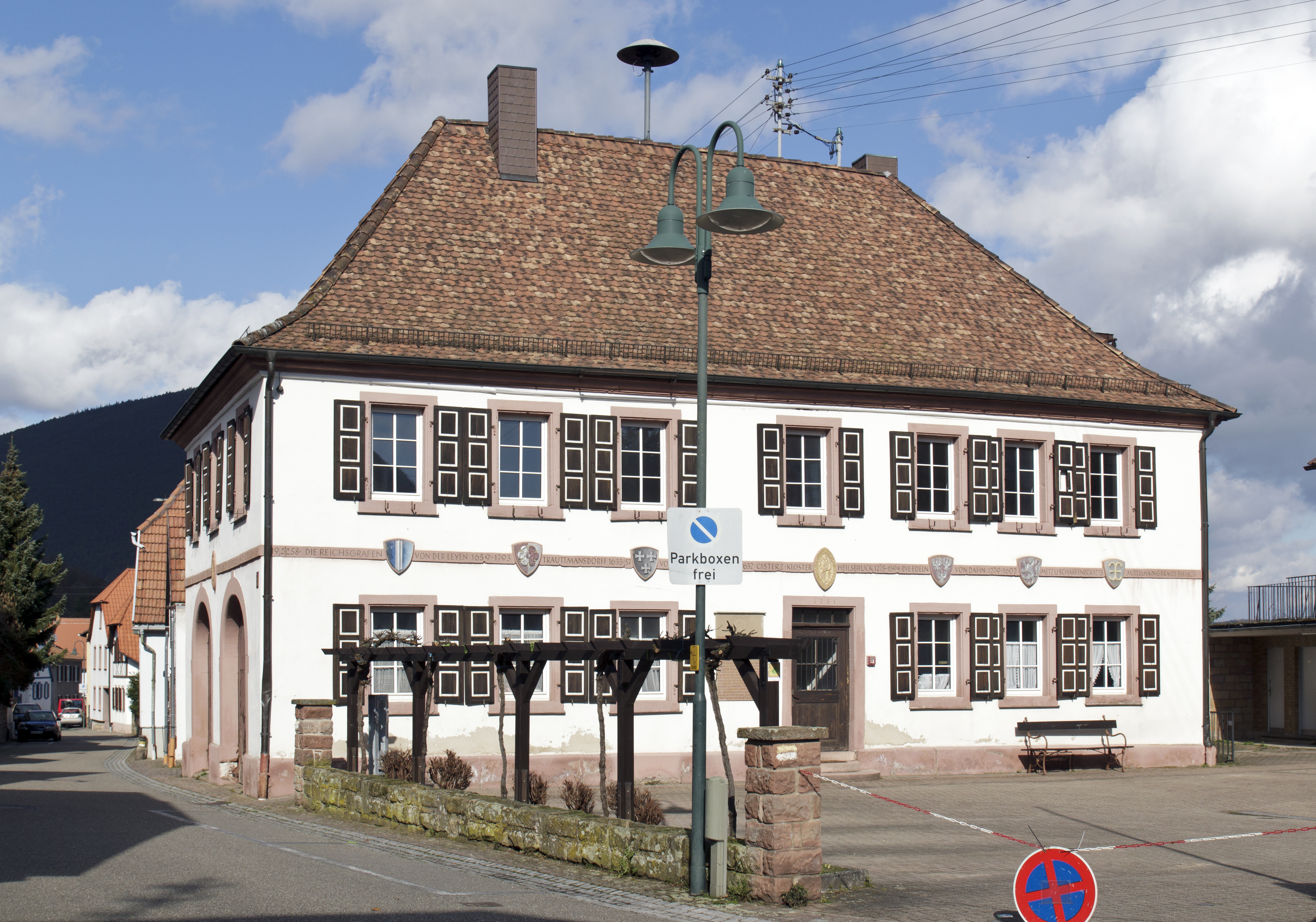
Rathaus

### Gemeinderat
Der Gemeinderat in Burrweiler besteht aus zwölf Ratsmitgliedern, die bei der Kommunalwahl am 9. Juni 2024 in einer Mehrheitswahl gewählt wurden, und dem ehrenamtlichen Ortsbürgermeister als Vorsitzendem.

### Bürgermeister
Christian Weber wurde am 14. Juli 2014 Ortsbürgermeister von Burrweiler. Bei der Direktwahl am 26. Mai 2019 wurde er mit einem Stimmenanteil von 77,96 % und am 9. Juni 2024 ohne Gegenkandidat mit 71,7 % der Stimmen jeweils für weitere fünf Jahre in seinem Amt bestätigt.
Webers Vorgänger Josef Rabold war 2014 nach zehn Jahren Amtszeit nicht erneut angetreten.

### Wappen
| Wappen von Burrweiler | Blasonierung: „In Blau eine silberne Lilie mit goldenem Wirtel.“                                                  |
| Wappen von Burrweiler | Wappenbegründung: Es wurde 1844 vom bayerischen König genehmigt und geht zurück auf ein Siegel aus dem Jahr 1755. |

## Kultur und Sehenswürdigkeiten

### Bauwerke
Kulturdenkmäler

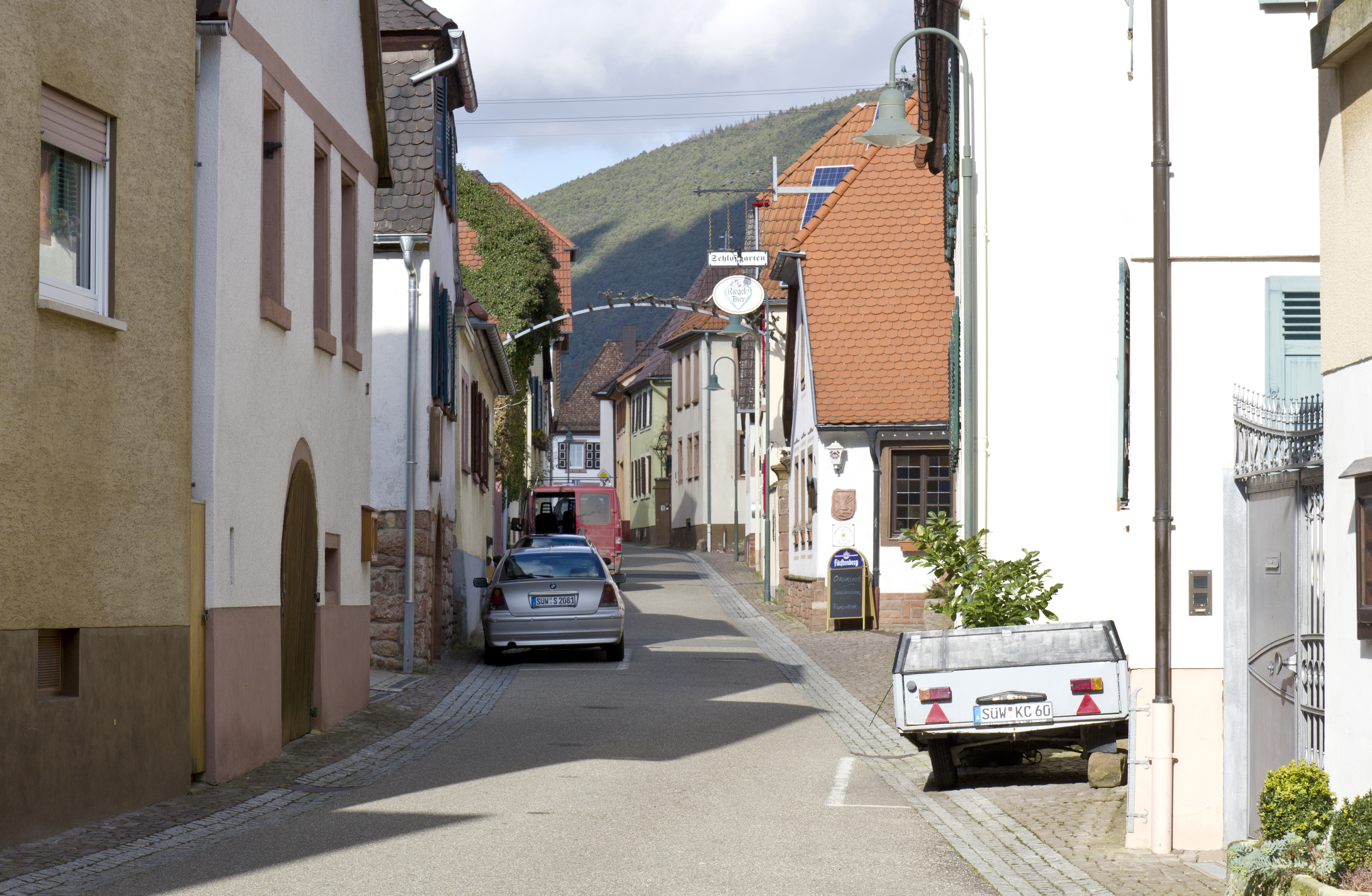
Hauptstraße als Teil der Denkmalzone Ortskern

Der Ortskern ist als Denkmalzone ausgewiesen; hinzu kommen zahlreiche Einzelobjekte, die unter Denkmalschutz stehen, darunter das Schloss Burrweiler und die Annaberg-Kapelle. Letztere stammt ursprünglich wohl aus dem 16. Jahrhundert und wurde mehrfach vollständig erneuert, zuletzt in den Jahren 1895 und 1896.
Sonstige Bauwerke
Im September 2000 wurde das Deutsche Ofenmuseum durch den damaligen rheinland-pfälzischen Ministerpräsidenten Kurt Beck eingeweiht. Gezeigt wurden, an über 100 Exponaten, die Ofen-Geschichte von der offenen Feuerstelle des 16. Jahrhunderts zum Ofen des 20. Jahrhunderts in Abfolge der Stilepochen zeitgetreu inszeniert. 2009 wurde es geschlossen. Das Museum befindet sich nunmehr in den Räumen der Viessmann-Werke in Allendorf (Eder). In Burrweiler befindet sich jedoch noch eine Antik-Ofen-Galerie in den Ausstellungsräumen der Firma Stritzinger.
Das Ludwigsstift, ein von den Mallersdorfer Schwestern 1911/12 erbautes Sandsteingebäude, wurde viele Jahrzehnte als Kindergarten und Sozialstation genutzt. Seit 2013 ist es eine Begegnungsstätte für Kunst, klassischer Musik und Kultur.
Auf der Gemarkung von Burrweiler befand sich außerdem die inzwischen abgegangene Burg Geisberg.

### Natur
Auf Gemarkung von Burrweiler befinden sich insgesamt zwei Naturdenkmale. Zudem erstreckt sich das Naturschutzgebiet Haardtrand – Annaberg teilweise über die Gemeinde. Das gesamte Gemeindegebiet – einschließlich des Bereichs jenseits des Pfälzerwaldes mit Bebauung samt umliegender Weinberge – ist Bestandteil des Naturpark Pfälzerwald, der wiederum zum grenzüberschreitenden Biosphärenreservat Pfälzerwald-Vosges du Nord gehört.

## Infrastruktur

### Wirtschaft

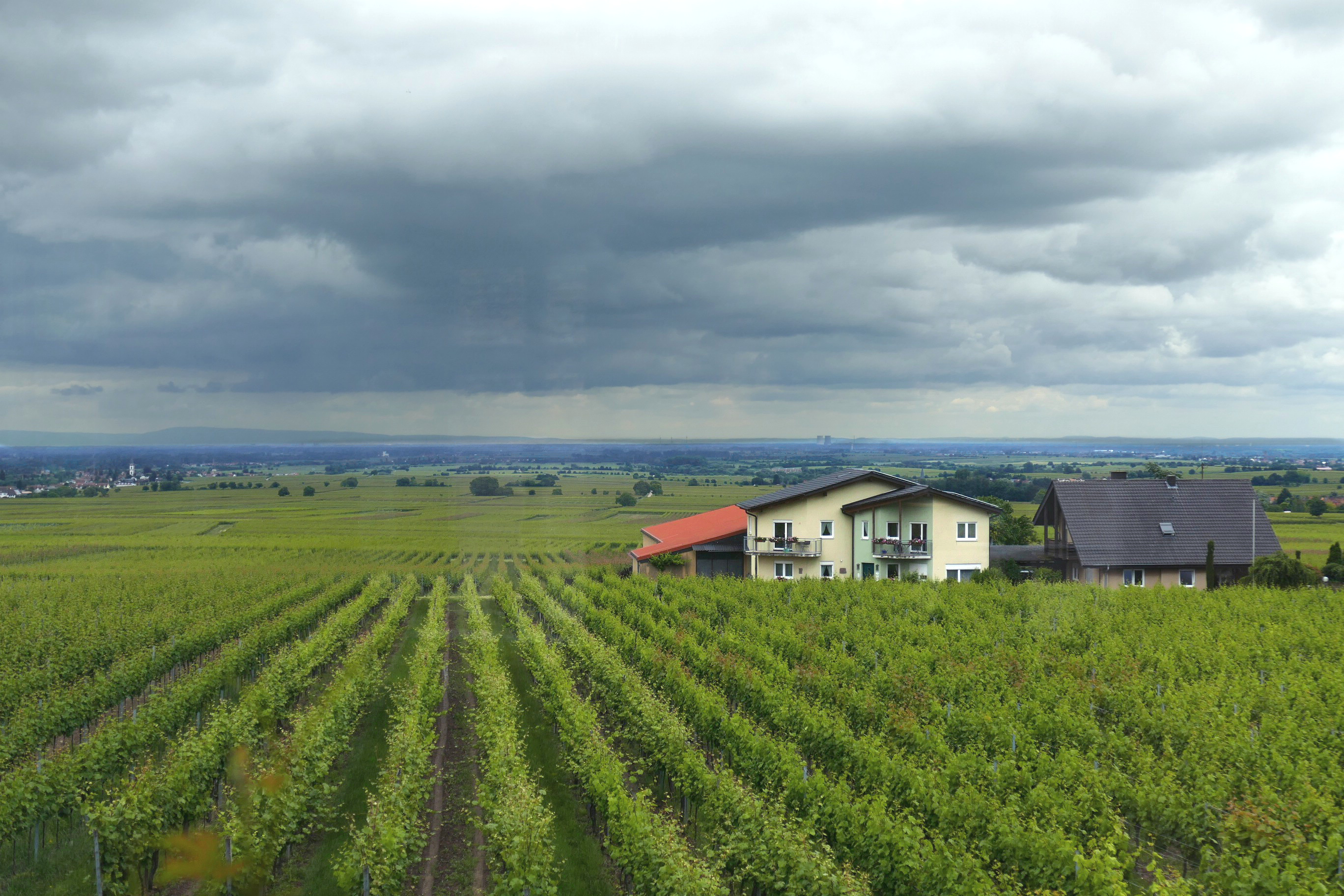
Weinberge auf Gemarkung von Burrweiler

Burrweiler ist ein Winzerort und als solcher Teil des Weinanbaugebiets Pfalz. Die mit Wein bepflanzte Fläche beträgt 205,13 ha. Vor Ort befinden sich die Einzellagen Altenforst (69,42 ha), Schloßgarten (91,93 ha), Schäwer (35,82 ha) und St. Annaberg (7,96 ha). Diese gehören zur Großlage Bischofskreuz im Bereich Südliche Weinstraße. In der Gemeinde ist das Weingut Herbert Meßmer ansässig, das Mitglied im Verband Deutscher Prädikatsweingüter ist.
Im Zuge der Haingeraide war der Ort an der sogenannten zweiten Haingeraide – alternativ Mittel-Haingeraide genannt – beteiligt, die in der frühen Neuzeit aufgelöst und die teilweise der Gemeinde unterstellt wurde.

### Verkehr
Durch Burrweiler verläuft die Landesstraße 507. Von dieser zweigt innerhalb des Siedlungsgebiets die Kreisstraße 58 ab, die nach Norden in den Pfälzerwald führt und nach Süden die Landesstraße 519 erreicht. Die Gemeinde ist über die Buslinie 500 im Verkehrsverbund Rhein-Neckar an das Nahverkehrsnetz angebunden.

### Tourismus
Burrweiler liegt an der Deutschen Weinstraße, die in diesem Bereich mit der Landesstraße 507 identisch ist. Durch den Ort verlaufen der Pfälzer Keschdeweg, der Pfälzer Weinsteig sowie der Radweg Deutsche Weinstraße. Der Ort ist zudem Ausgangspunkt eines Wanderwegs, der mit einem blauen Balken gekennzeichnet ist und der bis zur Passhöhe Drei Buchen führt. Über die Waldgemarkung verläuft außerdem ein Wanderweg, der mit einem roten Balken markiert ist. Darüber hinaus befindet sich die St.-Anna-Hütte auf der Gemeindegemarkung.

## Persönlichkeiten

### Ehrenbürger
- Klemens Weber, Altbürgermeister, ernannt 2007

### Söhne und Töchter der Gemeinde
- Johann Wiesel (1583–1662), Fernrohr-Konstrukteur
- Georg Franz Hofmann (1765–1849), schweizerisch-deutscher Pädagoge und Autor
- Philipp Franz von Walther (1782–1849), Chirurg und Augenarzt
- Nikolaus Mathes (1845–1921), Landschafts- und Genremaler
- Lorenz Orth (1872–1955), Lehrer und Kommunalpolitiker (Deutsche Zentrumspartei)

### Personen, die vor Ort gewirkt haben
- Adolf Kessler (1890–1974), Maler und Grafiker, entwarf 1936 das Fresko im „Ritterkeller“